# Microcreagris birmanica
Microcreagris birmanica es una especie de arácnido del orden Pseudoscorpionida de la familia Neobisiidae.

## Distribución geográfica
Se encuentra en Birmania.